# Нафиси, Азар
Азар Нафиси́ (перс. آذر نفیسی‎, родилась в декабре 1955, по др. сведениям — 1947, Тегеран) — иранская писательница, общественный деятель.

## Биография и творчество
Отец — мэр Тегерана, мать — одна из первых женщин, избранных в парламент (меджлис) Ирана. C 13 лет училась в Великобритании, затем в США. Диплом по английской и американской словесности защитила в университете Оклахомы. В 1979 вернулась на родину, преподавала английскую литературу в Тегеранском университете. В 1981—1987 была изгнана из университета. С 1995 вела еженедельный семинар по англоязычной словесности (от «Грозового перевала» Эмили Бронте до «Лолиты» Владимира Набокова) у себя на квартире. На основе этого опыта написала на английском языке автобиографический роман «Читая „Лолиту“ в Тегеране» (2003, французская премия за лучшую иностранную книгу), ставший бестселлером в США, удостоившийся высоких оценок С. Зонтаг, М. Этвуд и переведённый более чем на 30 языков, включая китайский и японский.
C 1997 года живёт в США, преподает в Принстонском университете.

## Произведения
- Eye of the Storm: Women in Post-Revolutionary Iran (1992)
- Anti-Terra: A Critical Study of Vladimir Nabokov’s Novels (1994)
- Muslim Women and Politics of Participation (1997)
- What Went Wrong?: Western Impact and Middle Eastern Response (2002)
- Reading Lolita in Tehran: A Memoir in Books (2003) / Читая «Лолиту» в Тегеране (русский перевод, 2023, издательство «Лайвбук»)
- Things I’ve Been Silent About (2008, переизд. 2010)